# Nicholas Dante
Nicholas Dante (* 22. November 1941 in New York City; † 21. Mai 1991 ebenda) war ein US-amerikanischer Tänzer und Musicalautor.

## Leben
Als Tänzer war Dante zu Beginn seiner beruflichen Karriere im Chor von Broadway-Musicals wie Applause und Ambassador in New York City tätig. Ab 1974 war er Tänzer im Musical Sessions.
Dante schrieb gemeinsam mit James Kirkwood junior das Musical A Chorus Line. Des Weiteren schrieb er das Drehbuch für Fake Lady und ein Bühnenmusical, das auf dem Leben des Entertainers Al Jolson mit dem Titel Jolson Tonight basiert. Dante verstarb an den Folgen von AIDS.

## Auszeichnungen und Preise (Auswahl)
- 1976: Pulitzer-Preis/Theater für A Chorus Line (gemeinsam mit James Kirkwood junior)
- 1976: Tony Award/Bestes Musicallibretto für A Chorus Line (gemeinsam mit James Kirkwood junior)
- 1976: Drama Desk Award für Outstanding Musical für A Chorus Line (gemeinsam mit James Kirkwood junior)